# Couronnement de l'empereur byzantin
Le couronnement de l'empereur byzantin (στέψιμον, soit stepsimon ou στεφάνωσις, soit stephanosis) est l'acte symbolique qui marque l'accession au trône de l'empereur byzantin. La cérémonie tire ses origines des traditions romaines que sont l'élection par le Sénat ou l'acclamation par l'armée. Peu à peu, elle évolue pour devenir un rituel complexe. Elle se standardise au début de l'ère byzantine, aux Ve et VIe siècles, avec l'apparition du nouveau souverain devant le peuple et l'armée à l'hippodrome de Constantinople, où il est couronné et acclamé. En outre, la religiosité de l'acte devient déterminante, avec la présence du patriarche de Constantinople. Ainsi, à partir du VIIe siècle, le couronnement prend place dans une église, en général la basilique Sainte-Sophie, principal édifice religieux de Constantinople. Après la fin du VIIIe siècle, le rituel s'inscrit dans le temps et n'évolue plus qu'à la marge. L'onction, apparue au début du XIIIe siècle, est la principale nouveauté s'insérant dans la cérémonie, probablement sous l'influence des pratiques de l'Europe occidentale. De même, dans les années 1250, l'élévation sur le pavois redevient une pratique courante.

## Aux origines: la tradition romaine
L'accession au trône romain n'a jamais fait l'objet d'un cérémonial précisément décrit. Depuis les temps d'Auguste, la fonction impériale est censée être élective. L'empereur est choisie par le peuple romain, le Sénat et l'armée, de manière à déterminer le plus apte. Néanmoins, la pratique s'est souvent dissociée de cette théorie.
L'idée de choisir le meilleur est surtout la préoccupation du Sénat, qui pérennise la tradition de la République romaine d'une aristocratie sénatoriale qui choisit son dirigeant. Toutefois, la fonction principale de l'empereur est bien de diriger l'armée, comme en témoigne son titre d' imperator, originellement conféré aux généraux vainqueurs sous la République. De ce fait, l'empereur est souvent choisi par l'armée aux dépens du Sénat, même si le consentement de celui-ci demeure une formalité indispensable. Ainsi, nombre d'empereurs ont été proclamés comme tel dans les provinces de l'Empire avant de se rendre à Rome pour recevoir l'assentiment sénatorial.
Plusieurs empereurs ont désigné leur successeur, qu'il soit un parent par le sang ou par l'adoption. Néanmoins, le principe dynastique n'a jamais constitué une règle de la succession impériale. De ce fait, des usurpateurs pouvaient être légitimes à réclamer le trône, dès lors qu'ils sont soutenus par l'armée ou le peuple. Par conséquent, des historiens ont qualifié le régime impérial romain d'absolutisme tempéré par un droit à la révolution.
L'Empire romain d'Orient reprend ces caractéristiques fondamentales. Dans les premiers siècles, douze empereurs sont issus des rangs de l'armée contre neuf venant de la famille impériale alors au pouvoir. À partir du VIIe siècle, une évolution apparaît avec l'affirmation progressive d'un principe dynastique, incarné par le porphyrogénète (né dans la Porphyra, la salle pourpre du palais), terme qualifiant l'enfant d'un empereur régnant. La dynastie macédonienne consacre véritablement la solidité du principe dynastique, qui persiste  sous les Comnènes et, surtout, sous les Paléologues.

### Élections et acclamations sous l'Empire romain
En l'absence de processus de succession clairement établi, il n'existe pas réellement de cérémonie de couronnement. Seule l'acclamation par le Sénat, l'armée et le peuple est une constante. Sous le Principat, ce rituel est souvent répété annuellement au moment de l'anniversaire de l'accession de l'empereur à la fonction suprême. Au cours des siècles, l'acte d'acclamation est de plus en plus formalisé, tout en restant un aspect fondamental de la légitimité du souverain.
Au cours du Principat, l'accession au pouvoir inclut aussi la donation des insignes impériaux, principalement la cape de général (paludamentum ou chlamys), de couleur pourpre. À partir de Claude, il est d'usage que l'empereur fasse un don aux soldats, dont la nature oscille entre la récompense et une forme de corruption. Après Constantin le Grand (306-337), le diadème devient un élément d'identification du monarque, inspiré de la tradition orientale. Néanmoins, aucune cérémonie de couronnement en tant que telle n'est adoptée. Au cours du Dominat, l'arrivée d'un empereur victorieux prend l'allure d'une célébration de la légitimité du souverain, même si l'événement peut intervenir à plusieurs reprises au cours d'un règne.
La première occurrence d'une telle cérémonie est l'acclamation de Julien en 361. Les soldats l'élèvent sur le pavois, avant de le proclamer Auguste et de le couronner avec un torque porté au niveau du cou, à la place d'un diadème. Cette tradition est empruntée aux peuples germains et perdure parmi les usurpateurs militaires jusqu'à Phocas, avant de tomber dans l'oubli. Une autre cérémonie est celle de Valentinien Ier à Ancyre en 364. Élu par les généraux, il est revêtu des vêtements impériaux et d'un diadème avant d'être acclamé Auguste par les soldats. Il s'adresse ensuite à eux, leur promettant d'importants dons. Cette cérémonie est répétée trois ans plus tard quand Valentinien fait couronner son fils Gratien.

### Les premiers siècles de l'Empire byzantin (VeetVIesiècles)
La première cérémonie de couronnement de l'Empire byzantin à avoir été décrite est celle de Léon Ier en 457. Celles de ses successeurs (Léon II, Anastase Ier, Justin Ier et Justinien) ont été recopiées dans le De Ceremoniis de l'empereur Constantin VII, sur la base des écrits de Pierre le Patrice. Celle de Justin II, qui devient empereur en 565, a été décrite avec une grande précision par Corippe dans le De laudibus Iustini Minoris. Si les circonstances des accessions au pouvoir de ces différents empereurs sont à chaque fois différentes, des permanences apparaissent dans le cérémonial.
Dans les premiers temps de l'Empire, quand la fonction suprême est vacante, c'est aux principaux fonctionnaires de la cour qu'échoit la désignation du nouvel empereur. Ce cercle restreint recouvre notamment le magister officiorum et le comes excobitorum, en lien avec le Sénat qui rassemble les plus hauts personnages de l'Empire, ayant le rang de vir illustris. Dans le cas de la nomination d'Anastase Ier, cette élite se repose sur l'impératrice douairière, Aelia Ariadne. Dans tous les cas, leur choix doit être accepté par l'armée des régiments palatins et le processus se termine par l'acclamation par la population, en règle générale dans l'Hippodrome de Constantinople. Les co-empereurs sont désignés par des empereurs en fonction et la consultation du Sénat est facultative.
Le couronnement de Léon Ier se déroule à l'intérieur de Constantinople, selon un déroulement proche de celui de Valentinien. Il est couronné d'une sorte de torque par un campiductor puis les drapeaux sont levés et Léon est acclamé par les soldats comme Auguste. Il est ensuite revêté de la toge impériale, d'un diadème puis reçoit une lance et un bouclier et les dignitaires viennent lui rendre hommage (proskynèse) selon l'ordre protocolaire. A la différence de la cérémonie de Valentinien, purement militaire, celle de Léon revêt une dimension civile. Le Sénat ratifie la nomination et l'empereur reçoit ensuite une couronne. Le patriarche Anatole de Constantinople est bien présent mais il ne joue aucun rôle, à la différence de ses successeurs. Néanmoins, la dimension religieuse n'est pas absente puisque les acclamations font appel à Dieu pour qu'il confirme le choix de Léon comme souverain Si le couronnement de Julien par un torque a été largement dicté par les circonstances, le rituel est institutionnalisé avec Léon, précédent le couronnement en tant que tel. Une fois celui-ci accompli, Léon se rend à la cathédrale Sainte-Sophie où il dépose sa couronne sur l'autel. Là, le patriarche la remet sur sa tête.
À la suite de Léon, tous ses successeurs sont couronnés dans l'Hippodrome, à la différence de Justinien qui reçoit l'ornement dans le Grand Palais.

#### L'acclamation à l'Hippodrome

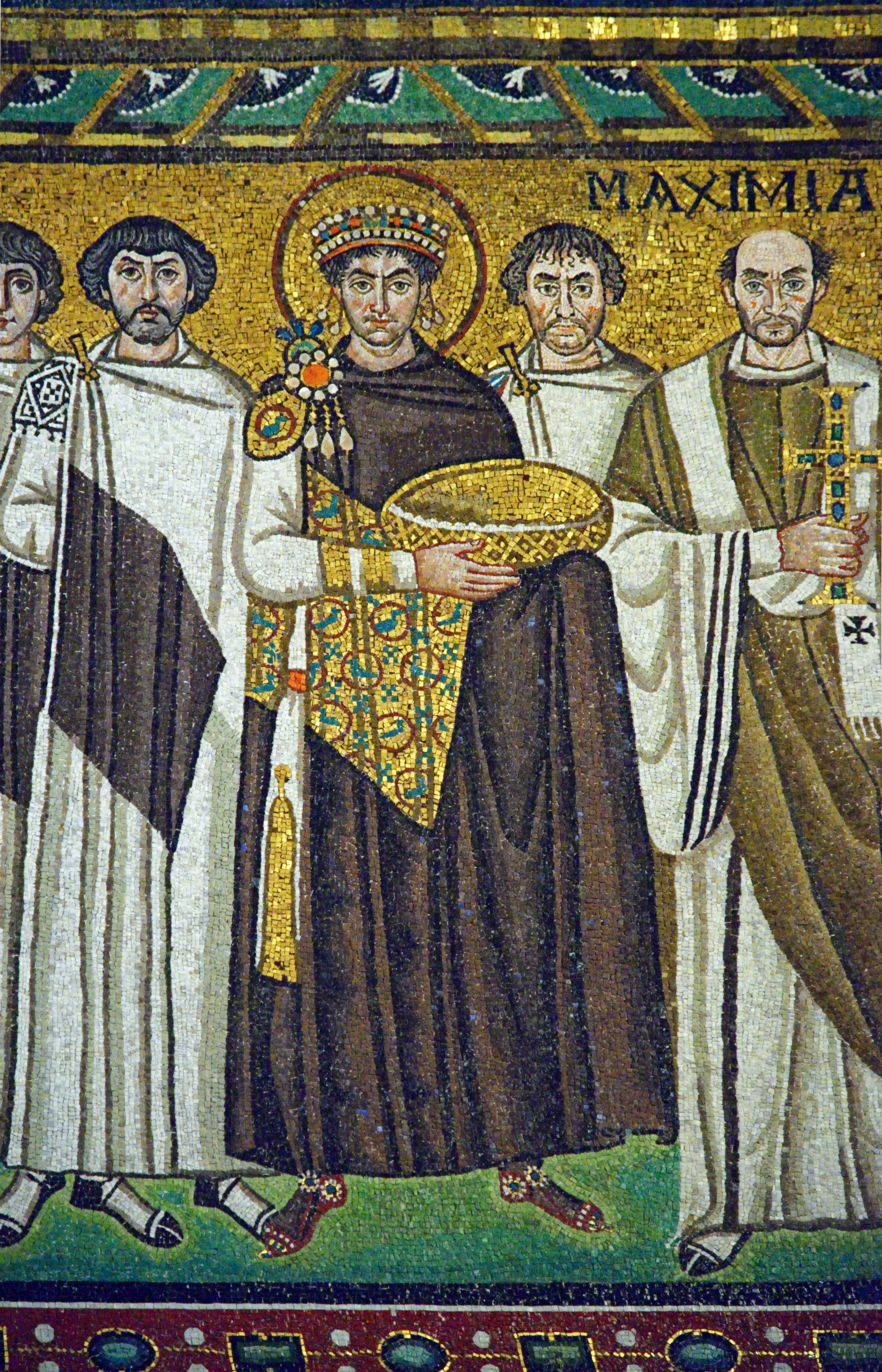
Mosaïque représentant Justinien revêtu de sa tenue de couronnement.

Une fois élu par le Sénat, le nouvel empereur se rend depuis le Grand Palais vers le kathisma, l'espace qui lui est réservé dans l'Hippodrome, en compagnie du patriarche et d'autres hauts dignitaires. Dans la situation du couronnement d'un co-empereur, l'empereur appelle le magister officiorum et les patrices pour qu'ils fassent rentrer le nouveau co-empereur, qui peut alors s'asseoir à la gauche du souverain, tandis que le patriarche est à sa droite. L'empereur est vêtu d'un vêtement qui descend jusqu'à ses genoux, le divetesion, richement décoré et tenu par une ceinture incrustée de pierres précieuses, le zonarin, complété de bas en pourpre et de sandales couleur cramoisie (kampagia), cousues d'or.

#### L'élévation sur le pavois
L'empereur est couramment élevé sur un pavois et couronné d'un torque par un campiductor, suivi d'une levée des bannières militaires et de l'acclamation. C'est ainsi qu'Hypace est célébré lors de la sédition Nika. Au moment de la succession d'Anastase, l'un des candidats, Jean, est élevé sur un pavois par les Excubites mais rejeté par la faction des Bleus qui le lapident. De même, la Schole palatine tente de favoriser son propre favori en l'acclamant alors qu'il est debout sur une table mais il est rapidement tué par les Excubites.

#### L'usage du diadème
Parmi les habits impériaux, on retrouve la longue toge pourpre qui descend jusqu'aux chevilles, accompagnée du tablion. La meilleure représentation de la pourpre impériale se retrouve sur la mosaïque de Justinien à la basilique San-Vitale de Ravenne. Une fois revêtu de cet ensemble, l'empereur écoute une prière du patriarche avant de recevoir un diadème, dont la forme a évolué au fil du temps. Quand le co-empereur est couronné par le souverain lui-même, c'est ce dernier qui place le diadème sur sa tête, autrement c'est le patriarche qui s'en charge.

#### Acclamation et adresse impériale
Le nouvel empereur retourne ensuite à la kathisma et, portant la lance et l'épée, il est acclamé par la population comme Auguste. A la différence de Léon Ier, les empereurs suivants ne reçoivent cette acclamation qu'après le couronnement formel par le patriarche et non après l'élévation sur le pavois. L'acclamation trouve son origine dans les pratiques politiques du Proche-Orient antique et est reprise dans l'ordre politique romain comme une manière de consacrer la popularité ou la légitimité d'un personnage, en particulier quand il prétend à la fonction suprême. Etre acclamé devient aussi un rituel à chaque apparition publique de l'empereur, renforçant aussi la cohésion des différents corps politiques de la société byzantine dans des contextes de succession parfois houleux.
Un dignitaire (le libellensis) s'adresse ensuite à la foule et à l'armée au nom de l'empereur, leur promettant des dons. La somme reste la même à partir de Julien, soit cinq pièces d'or et une livre d'argent pour chaque homme. Le discours impérial est à chaque fois détaillé par Pierre le Patrice et reprend un schéma similaire, avec un renforcement progressif de la référence au christianisme et à la légitimité divine. Voici, par exemple, le discours d'investiture de Justin Ier : 
« Prospérité pour le monde ! De la même manière que tu as vécu, règnes ! Prospérité pour l’état ! Divin Empereur, préserve celui qui est sur terre. Justin Augustus, c’est toi qui es victorieux ! Que le nouveau Constantin règne de nombreuses années ! Nous sommes les serviteurs de l’Empereur ! […] Fils de Dieu, aie pitié de nous ! Tu l’as choisi : aie pitié de lui : Justin Augustus, c’est toi qui es victorieux ! […] Toi qui es digne du pouvoir impérial ! Toi qui es digne de la Trinité ! Toi qui es digne de la Ville ! »

### Période intermédiaire: duVIIesiècleauXIIesiècle
Au cours de ces siècles, la cérémonie se déplace de plus en plus au sein des églises, tandis que la formalisation s'accroît et que le rite ecclésiastique devient prépondérant. Phocas est le premier empereur couronné dans une église, en 602, par le patriarche Cyriaque de Constantinople, en l'église Saint-Jean à Hebdomon, près de Constantinople. En 610, son successeur, Héraclius, est couronné dans l'église Saint-Philippe, à côté du palais impérial puis il couronne son fils Héraclonas comme co-empereur dans l'église Saint-Etienne du palais de Daphnè. À partir de Constant II, la cérémonie se déplace en la basilique Sainte-Sophie, à l'exception des co-empereurs souvent couronnés dans le Grand-Palais voire à l'Hippodrome comme Constantin VI. Quant aux impératrices, elles sont souvent couronnées à la même occasion que leur mari. Autrement, elles le sont dans les halls du Grand-Palais ou à l'église Saint-Etienne de Daphnè.
Le cérémonial des VIIe et VIIIe siècles est inconnu car aucune description n'a survécu. Toutefois, à la fin du VIIIe siècle, le rite ecclésiastique gagne en importance. Il faut attendre le De Ceremoniis de Constantin VII pour retrouver des détails sur le couronnement. L'élévation sur le pavois n'y figure plus et cette pratique semble avoir disparu au moins depuis Phocas. Ce dernier a été levé sur un bouclier par l'armée rebelle mais ce moment n'est pas constitutif du couronnement en tant que tel. Pour Constantin VII, la pratique est réservée aux Khazars.
L'empereur est habillé de la skaramangion et du sagion et commence la procession à travers le hall de Augusteus dans le Grand Palais, escorté par les eunuques de la chambre impérial, le cubiculaire, menés par le préposite. Dans la salle de l'Onopodion, les patrices l'attendent pour lui souhaiter bonne fortune lors des années à venir. Ensuite, il se rend le Grand Consistoire où le reste des sénateurs est présent. Avec les patrices, ils exécutent la proskynèse. Puis, il prend le chemin de la salle des Scholes, où se tiennent les représentants des Factions, qui font alors le signe de croix.
Ensuite, la procession impériale quitte le Grand Palais et traverse l'Augustaion pour se rendre dans la basilique Sainte-Sophie, tout en distribuant des pièces de monnaie à la foule, en écho au donativum antique. Toutefois, les écrits de Constantin VII n'y font pas référence.
Au sein de l'Horologion de Sainte-Sophie, l'empereur revêt la tunique (le divetesion), brodée bien plus richement que son équivalent antique, à laquelle s'ajoute un manteau, le tzitzakion puis le sagion.
Il pénètre ensuite avec le patriarche au sein de l'église par les portes d'argent, allumant des cierges sur son chemin vers le centre de l'édifice pour y faire ses dévotions. Là, il se rend sur l'ambon où se trouvent la pourpre impériale (chlamys) et la couronne.
Baissant la tête, l'empereur écoute une litanie récitée par le diacre de l'église (une ektenia). Au même moment, le patriarche prie silencieusement par-dessus la chlamys, avant de la donner aux cubiculaires pour qu'ils en revêtent l'empereur. Dans le cas du couronnement d'une impératrice ou d'un co-empereur, le patriarche donne le vêtement à l'empereur qui se charge lui-même d'habiller la personne concernée, avec l'aide d'un praipositoi.

### Période tardive: duXIIIesiècleauXVesiècle
L'évolution la plus substantielle est l'apparition de l'onction de l'empereur, en écho aux pratiques de l'Europe occidentale, attestées dès le VIIe siècle. Dans les sources byzantines, l'onction n'est pas mentionnée avant 1204. L'élévation du souverain sur le pavois redevient une pratique courante sous les derniers empereurs, à partir de Théodore II Lascaris (1254-1258) mais peut-être dès Théodore Ier Lascaris. Après Théodore II, tous les empereurs sont ainsi élevés. Ils sont portés par le patriarche et d'autres grands dignitaires pour être amenés à Sainte-Sophie où ils sont oints et couronnés. Sous l'Empire de Nicée, les co-empereurs ne sont pas couronnés mais les Paléologues, qui prennent le pouvoir en 1261, reprennent cette pratique.
Le chapitre VII de l'ouvrage du Pseudo-Kodinos fournit une description détaillée du rituel du couronnement sous les Paléologues. La chronique historique de Jean VI Cantacuzène livre aussi des éléments moins complets, tandis que le De Sacro Templo de Syméon de Thessalonique revient sur les aspects religieux du couronnement. En revanche, aucun texte reprenant les prières et hymnes entonnés lors de la cérémonie n'a survécu mais il est tout à fait possible qu'ils n'aient guère changé depuis la période précédente.
Selon le Pseudo-Kodinos, le souverain passe la dernière nuit avant son couronnement au sein du Grand Palais, avec sa famille et ses proches dignitaires. Cet édifice n'est alors plus utilisé par les empereurs, qui lui préfèrent le palais des Blachernes. C'est d'ailleurs la seule apparition du Grand Palais dans le Pseudo-Kodinos. A l'aube, les familiers de l'empereur, l'aristocratie et les dignitaires se rassemblent sur l'Augustaion avec la population de Constantinople et l'armée, qui doivent assister à la procession impériale entre le Grand Palais et Sainte-Sophie.
Quand il pénètre dans la basilique, le souverain remet au patriarche une profession de foi écrite dans laquelle il juge de respecter la foi orthodoxe et ses canons. Le Pseudo-Kodinos reproduit une telle profession de foi, incluant le symbole de Nicée. Il promet aussi de respecter les privilèges de l'Eglise et de gouverner avec justice et bienveillance. Il répète oralement ce serment devant le patriarche.
Dans le même temps, un sénateur spécifiquement désigné grimpe les marches de l'Augustaion et distribue des pièces de monnaie à la foule, sous la forme de petits sacs (des epikombia), contenant trois pièces d'or, trois pièces d'argent et trois pièces de bronze.
Après avoir prêté serment, l'empereur quitte la basilique et se rend au sein du triklinos connu sous le nom de Thomaites, qui est l'une des sections du palais patriarcal, s'étendant le long de la façade orientale de l'Augustaion et connectée à la galerie sud de la basilique Sainte-Sophie. Là, il est élevé sur un pavois et présenté à l'ensemble des personnes rassemblées sur l'Augustaion. Il est porté par plusieurs personnes. A l'avant, s'il s'agit d'un co-empereur, c'est l'empereur en titre qui le porte, accompagné du patriarche, suivis des hauts dignitaires et des proches parents du souverain. Après avoir été acclamé par le peuple et l'armée, le nouveau souverain est redescendu de son pavois et revient dans la basilique.
A Sainte-Sophie, il revêt la tenue impériale dans une petite pièce en bois (similaire à l'ancien metatorion). Il porte la tunique impériale (sakkos) et le loros, après que ces deux pièces de tissus ont été bénies par les évêques. En général, il ne porte pas de couvre-chef mais il peut revêtir un simple diadème (stephanos) ou tout autre attribut approprié.
Après avoir quitté la pièce, le nouvel empereur monte sur une estrade en bois, positionnée juste à côté et recouverte de soie rouge. Dessus, des trônes dorés y sont érigés. L'empereur, accompagné le cas échéant de son co-empereur, s'y assoit avec son épouse. Si la ou les impératrices ont déjà été couronnées, elles portent leur couronne, autrement elles ne sont coiffées que d'un stephanos.
En parallèle, le patriarche cél_bre la liturgie. Avant la déclamation de l'hymne du trisagion, lui et les autres dignitaires ecclésiastiques se présentent sur l'ambon. La liturgie s'interrompt dans le silence, tandis que le patriarche invite l'empereur à le rejoindre. Il monte sur l'ambon depuis le côté ouest, alors que le patriarche récite la prière de l'onction. Le souverain retire son couvre-chef, bientôt imité par l'ensemble des personnes présentes dans l'église, qui se lèvent. Là, le patriarche oint l'empereur en le déclarant « sacré », un terme repris par l'assemblée.
C'est à ce moment que la couronne, alors conservée dans un sanctuaire, est sortie par les diacres et amenée sur l'ambon. Le patriarche la prend dans ses mains et la place sur la tête de l'empereur, le proclamant « digne » (axios), un terme là encore répété par l'assemblée. Le patriarche récite une autre prière et l'empereur descend de l'ambon vers l'est.
C'est à ce moment que l'impératrice est couronnée. Elle se tient sur l'estrade, où la famille impériale est assise et se rend sur le soleas, qui relie l'ambon au sanctuaire de Sainte-Sophie. A ses côtés se tiennent deux proches parents ou bien deux eunuques de la cour impériale. Elle est couronnée par l'empereur, à qui le patriarche remet la couronne après l'avoir bénie. Immédiatement, l'impératrice exécute la proskynèse devant le souverain et le patriarche récite une nouvelle prière en l'honneur couple impérial et de leurs sujets. Dans le cas où l'impératrice épouse l'empereur après le couronnement de celui-ci, elle est couronnée selon un rite similaire lors du mariage.

## Sources
- (en) Dimiter Angelov, Imperial Ideology and Political Thought in Byzantium, 1204–1330, Cambridge and New York: Cambridge University Press, 2007 (ISBN 978-0-521-85703-1)
- Audrey Becker, « Dieu et le couronnement des empereurs protobyzantins », dans Les Dieux et le pouvoir - Les origines de la théocratie, Presses universitaires de Rennes, 2016 (ISBN 9782753548640, lire en ligne), p. 143-156
- Audrey Becker, Dieu, le souverain et la cour. Stratégies et rituels de légitimation du pouvoir impérial et royal dans l'Antiquité tardive et au haut Moyen Âge, Bordeaux: Ausonius, 2022 (ISBN 978-2-35613-432-5)
- (en) F.E. Brightman, « Byzantine Imperial Coronations », The Journal of Theological Studies, vol. 7,‎ 1901, p. 359-392
- (en) Peter Charanis, « Coronation and Its Constitutional Significance in the Later Roman Empire », Byzantion, vol. 15,‎ 1941, p. 49-66
- (en) Peter Charanis, « Imperial Coronation in Byzantium: Some New Evidence », Byzantina, vol. 8,‎ 1976, p. 37-46
- (en) Alexander Kazhdan (dir.), Oxford Dictionary of Byzantium, New York et Oxford, Oxford University Press, 1991, 1re éd., 3 tom. (ISBN 978-0-19-504652-6 et 0-19-504652-8, LCCN 90023208)
- (en) Sabine MacCormack, Art and Ceremony in Late Antiquity, Berkeley, Los Angeles, and London: University of California Press, 1981 (ISBN 0-520-03779-0)
- (en) Donald MacGillivray Nicol, « Kaisersalbung. The Unction of Emperors in Late Byzantine Coronation Ritual », Byzantine and Modern Greek Studies, vol. 2,‎ 1976, p. 37-52
- (en) Ruth Macrides, J.A. Munitiz et Dimiter Angelov, Pseudo-Kodinos and the Constantinopolitan Court: Offices and Ceremonies, Farnham, Surrey: Ashgate, 2013 (ISBN 978-0-7546-6752-0)
- Panayotis Yannopoulos, « Le couronnement de l'empereur à Byzance : rituel et fond institutionnel », Byzantion, vol. 61,‎ 1991, p. 71-92